# Ptokeia
En la mitología griega Ptokeia (en griego Πτωχεία, Ptocheía) era la personificación de la «Mendicidad». El vocablo πτωχεία, o πτωχηίη en jónico, es un sustantivo femenino que significa «mendicidad» o «pobreza». Es por lo tanto un sinónimo de πενία (penía, «pobreza», «indigencia», «penuria»). Sólo es mencionada por Aristófanes, a modo de guiño cómico:
«¿No diremos desde luego que la Mendicidad es hermana de la Pobreza (Πενία)?»
Otras abstracciones personificadas afines a la Mendicidad y la Pobreza son el Desamparo (Ἄμηχανία, Amechanía) y la Carencia (Ἀπορία, Aporía). Antónimos de las anteriores son la Riqueza (Πλοῦτος, Plútos) y la Prosperidad (Ευθένεια, Euthéneia).